# Cayaponia
Cayaponia là một chi thực vật có hoa trong họ Cucurbitaceae.

## Loài
Chi Cayaponia gồm các loài: